# NGC 6565
NGC 6565 – mgławica planetarna położona w gwiazdozbiorze Strzelca. Została odkryta 14 lipca 1880 roku przez Edwarda Pickeringa.